# Природный парк озера Энгуре
Природный парк озера Энгуре — охраняемый природный парк в северо-западной Латвии, занимающий площадь 197,62 км². Природный парк был создан 24 февраля 1998 года решением Кабинета министров Латвийской Республики. Парк включает в себя озеро и его окрестности, в том числе прибрежную полосу Рижского залива Балтийского моря.

## История
История озера Энгуре как природоохранной территории началась 24 апреля 1957 года, когда постановлением Совета Министров Латвийской ССР был установлен особый режим охраны птиц.
В 1989 году озеро Энгуре было включено в список важных для птиц европейских территорий, составленный Birdlife International совместно с Wetlands International. После присоединения Латвии к Рамсарской конвенции в 1995 году природный парк озера Энгуре был включён в списки этой конвенции.
Природный парк был создан в 1998 году для обеспечения благоприятного природоохранного статуса для охраняемых биотопов, имеющих значение для Латвии и Европейского Союза, в частности, для озёр с водорослями, лесных прибрежных дюн, известняковых травянистых болот, прибрежных лугов и охраняемых видов, для обеспечения защиты водоплавающих птиц и их мест обитания, а также для сохранения озера Энгуре как водно-болотного угодья международного значения. Озеро является местом жизни и линьки многих редких и охраняемых видов птиц.
Параллельно с созданием природного парка, в 1998 году был основан Фонд природного парка озера Энгуре. Это общественная организация, целью которой является управление природным парком озера Энгуре. Фонд занимается реализацией различных природоохранных и эколого-просветительских проектов, осуществляет практическое управление и надзор за природным парком озера Энгуре. Основными задачами Фонда являются уход за местами обитания и обеспечение необходимых условий обитания водоплавающих птиц в озере Энгуре.
С 1 февраля 2011 года управление природным парком осуществляет Пририжская региональная администрация — структурное подразделение Управления охраны природы, учреждение прямого административного подчинения, подчиняющееся министру охраны окружающей среды и регионального развития.

## Значение
Природный парк входит в сеть Натура 2000, которая объединяет природные и полуприродные объекты Европейского Союза, имеющие большую ценность в области сохранения природы.
В природном парке озера Энгуре выявлено 23 биотопов, которые включены в приложение к Директиве от 21 мая 1992 года «О сохранении естественных биотопов, дикой флоры и фауны»: 7 прибрежных биотопов, 4 дюнных и 4 лесных, 3 луговых, 2 пресноводных и 2 болотных, 1 пустошь. В парке выявлено 44 европейских вида птиц, находящихся под угрозой исчезновения, 5 видов рыб, 3 вида растений, включённых в приложения к директивам ЕС. Здесь произрастает 40 видов растений, которые занесены в Красную книгу Латвии.
Парк является природоохранной территорией для гнездящихся и перелётных птиц, на ней гнездится 186 видов птиц, а территория вокруг озера также является исключительно биологически разнообразной и богатой территорией: здесь выявлено 844 вида сосудистых растений.

## Геология
В геологическом отношении охраняемая территория расположена на Восточно-Европейском кратоне. Кристаллическая коренная порода залегает на глубине 1000—1200 метров и представлена кембрийской формацией Деймены, которая, в свою очередь, имеет 99-метровый слой сланца, что отличает её от ордовикских пород. Ордовикские детритовые отложения залегают на глубине 861—1039 метров. Отложения силура представлены мергелем, алевролитом, доломитом (на глубине 489—861 метр). Девонские отложения состоят из песчаника и доломита, которые в свою очередь содержат четвертичные отложения.

## Флора
На охраняемой территории выявлено 40 видов сосудистых растений, которые находятся под охраной в Латвии, а также три других вида растений, защищённых директивами Европейского Союза. Среди типов биотопов, указанным в Директиве о биотопах, здесь имеются дюнные леса, болотистые лиственные леса, переходные болотные и заболоченные леса, пойменные леса, а также низкие луга, прибрежные луга и сухие песчаные луга на карбонатной почве с лисохвостом. Само озеро относится к водоёмам со средним и низким содержанием питательных веществ, в нём обитают бентосные водоросли. Природный парк озера Энгуре отличается богатой болотной растительностью. Болотная растительность обеспечивает среду обитания для редких в Латвии видов птиц, а также для редких мхов.

## Фауна
Из гнездящихся на озере 186 видов птиц, 44 находятся под охраной. Там также обитают пять видов охраняемых рыб. Известны 14 видов земноводных и рептилий. В Красную книгу Латвии из них занесены четыре вида — чесночница обыкновенная (Pelobates fuscus), жаба камышовая (Bufo calamita), медянка обыкновенная (Coronella austriaca) и ящерица прыткая (Lacerta agilis).

## Галерея

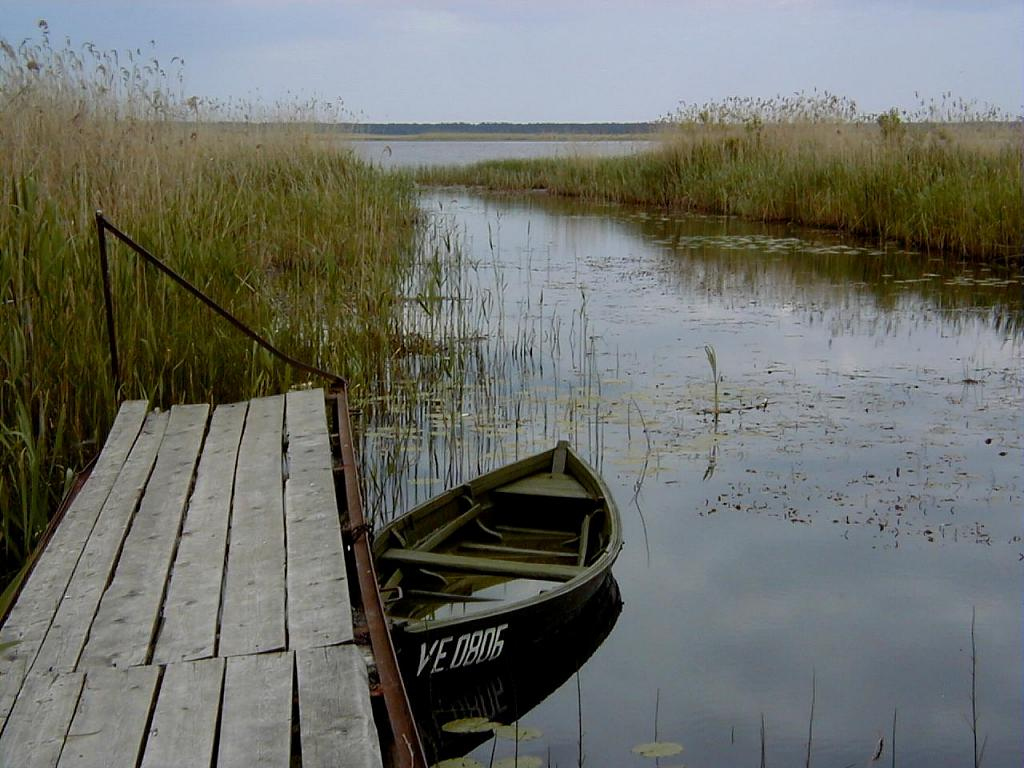
Озеро близ Дзедри
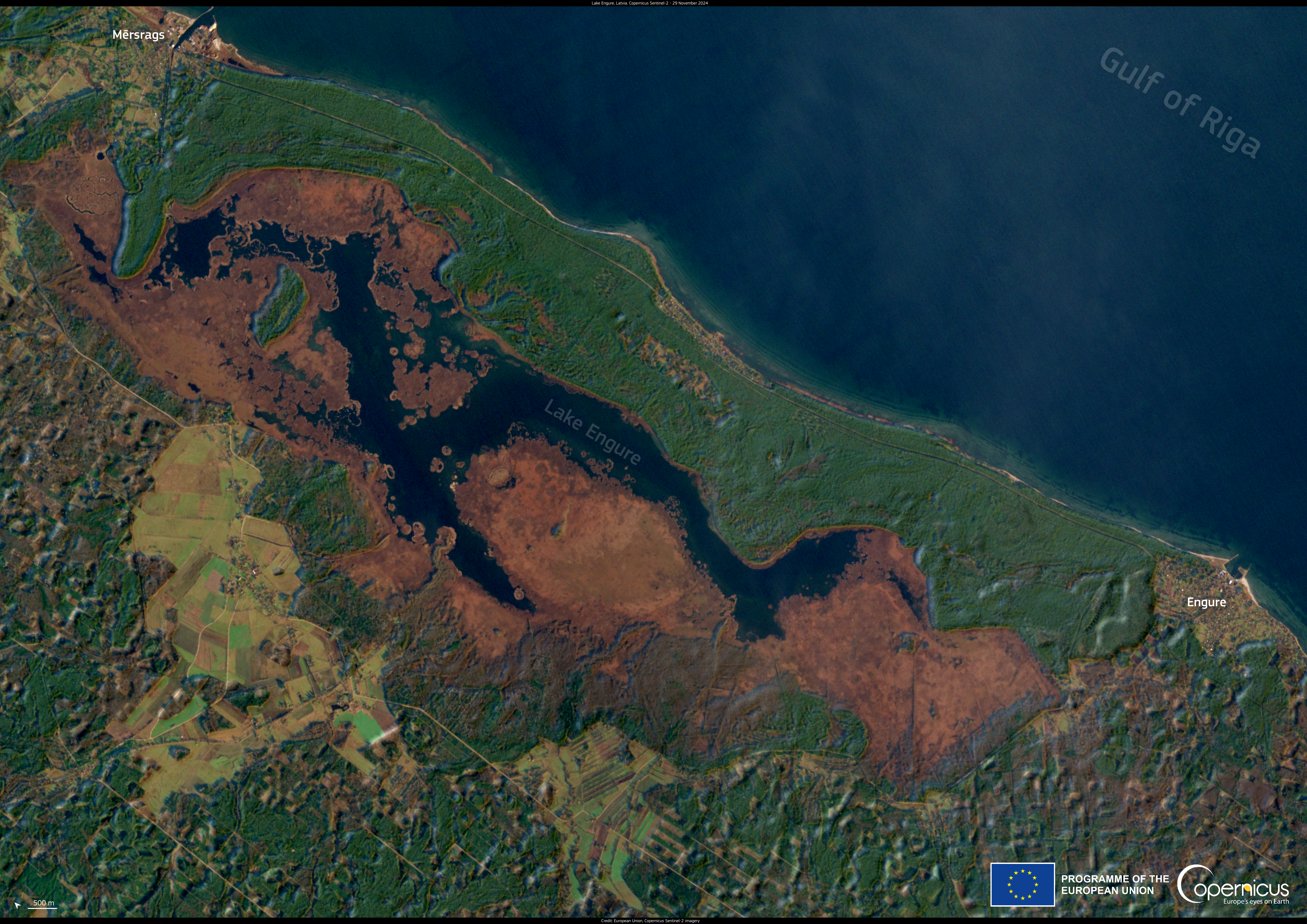
Вид озера со спутника
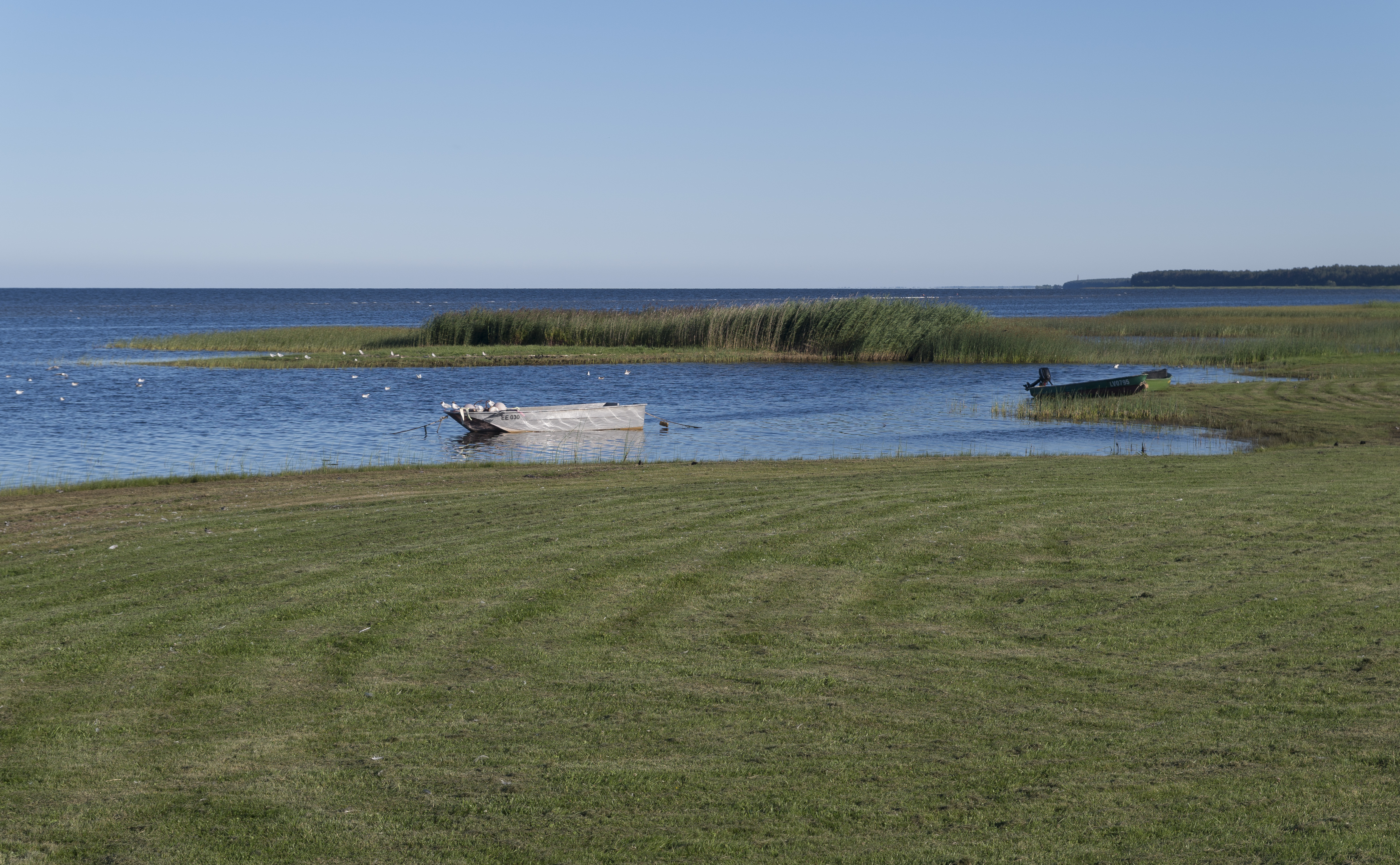
Приморские луга
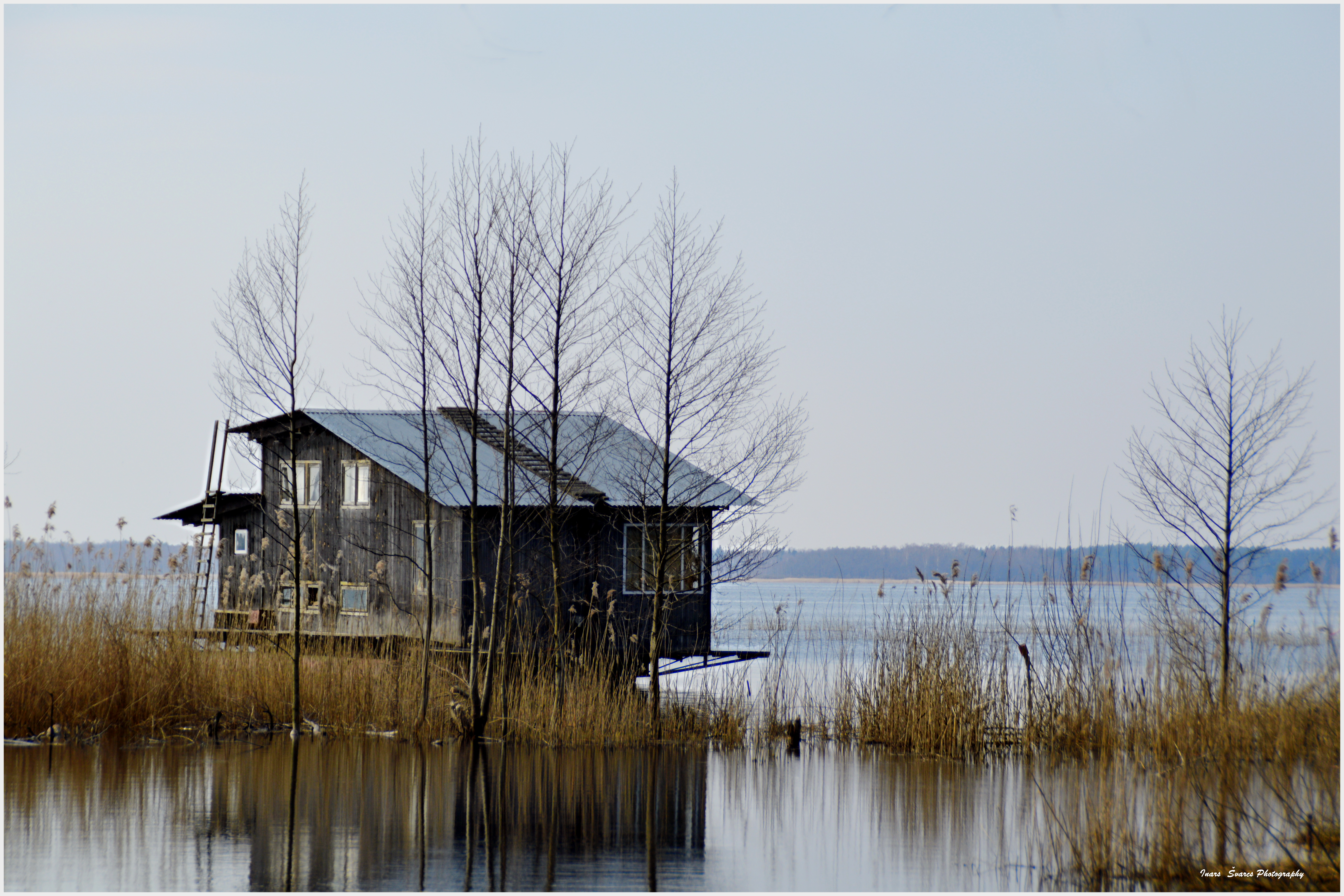
Орнитологическая станция